# Paralabidocera grandispina
Paralabidocera grandispina is een eenoogkreeftjessoort uit de familie van de Acartiidae. De wetenschappelijke naam van de soort is voor het eerst geldig gepubliceerd in 1979 door Waghorn.